# Picture Rocks (Arizona)
Picture Rocks é uma Região censo-designada localizada no estado americano do Arizona, no Condado de Pima.

## Demografia
Segundo o censo americano de 2000, a sua população era de 8139 habitantes.

## Geografia
De acordo com o United States Census Bureau tem uma área de 144,0 km², dos quais 143,9 km² cobertos por terra e 0,1 km² cobertos por água.

## Localidades na vizinhança
O diagrama seguinte representa as localidades num raio de 24 km ao redor de Picture Rocks.